# Elektronický stabilizační program
Elektronický stabilizační program, označovaný zkratkou ESP z anglického Electronic Stability Program nebo také ESC, je rozšíření funkce systémů ABS a ASR. Program pomáhá stabilizovat automobil pomocí přibrzdění některého z kol a omezením výkonu motoru (tedy snížením kroutícího momentu) například při rychlém průjezdu zatáčkou. V EU je ESP od roku 2014 povinné ve výbavě nových osobních automobilů a lehkých užitkových vozidel s hmotností do 3,5 tuny.

## Funkce ESP
Program je rozšířením systémů ABS a ASR. Shromažďuje informace o rychlosti jednotlivých kol, krouticím momentu motoru, otáčkách motoru, natočení volantu - tedy předních kol automobilu a snímač dostředivého zrychlení (obvykle umístěným ve středu vozu). Z těchto veličin dokáže systém zjistit, jestli se vozidlo nepohybuje ve smyku, a pak případně zasáhnout tak, že provede pomocí akčního členu přibrzdění některého z kol a také snížení výkonu motoru.